# 挪威统计局

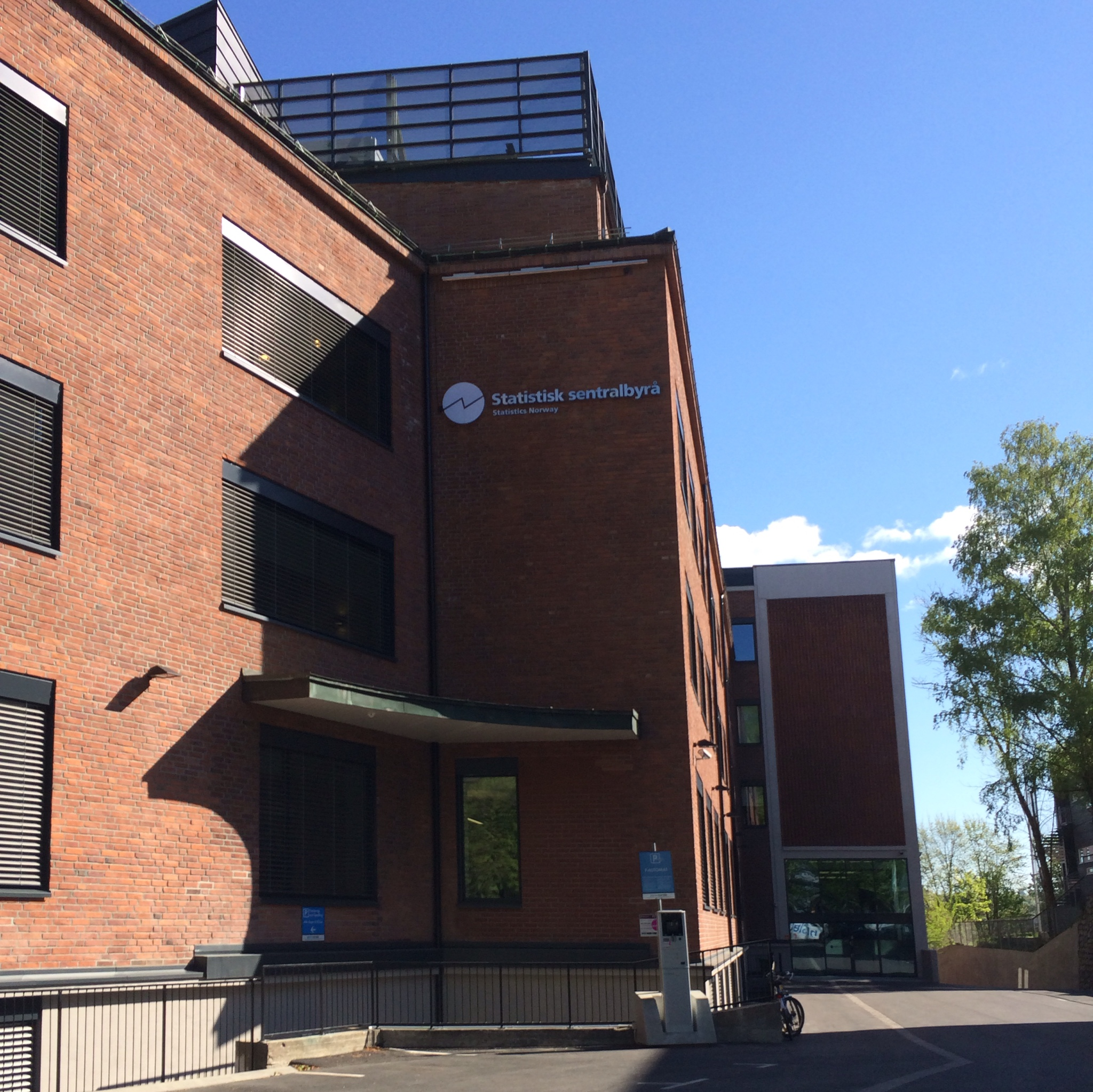
位于奥斯陆的挪威统计局大楼

挪威统计局（挪威语：Statistisk sentralbyrå，简称SSB），为挪威的国家级统计机构，成立于1876年，是一个独立的国家机构。
挪威统计局有1000名雇员，每年在其网站上发布约1000份统计数据。所有统计数据皆以挪威语与英语发布，皆可在网站上免费获得。